# اسکس فلز، نیوجرسی
اسکس فلز (به انگلیسی: Essex Fells) شهری در ایالت نیوجرسی کشور ایالات متحده آمریکا است که جمعیت آن در سرشماری سال ۲۰۱۰ میلادی، ۲٬۱۱۳ نفر بوده‌است.